# Rational Dress Society
Rational Dress Society var en brittisk förening, grundad 1881. Den grundades för att verka för dräktreformrörelsens mål med en reformering av kvinnors klädedräkt, mot mer bekväma och hälsosamma ideal.
Dräktreformrörelsen hade först kommit till Storbritannien med amerikanska aktivister år 1851, då den initialt mötte stöd och en kortvarig framgång. En häftig kritik i pressen gjorde dock att den släcktes ut efter bara en kort tids aktivism, och någon förening grundades aldrig i Storbritannien. 
Rörelsen väcktes återigen i USA under 1870-talet, och denna gång fick den större framgång i både USA och i Storbritannien. Denna gång bildades också en brittisk förening för att verka för ämnet. 
Rational Dress Society grundades i London 1881. Det leddes av Florence Harburton och E.M. King, och den senare bröt sig sedan loss och grundade Rational Dress Association, som följdes av 'Rational Dress League' och sedan av 'Healthy and Artistic Dress Union' 1890.  Denna gång fick rörelsen större framgång.  Den sammanföll med acceptansen för offentlig kvinnlig gymnastik i form av främst cykling, vilket innebar att det blev socialt accepterat att offentligt visa sig i vad som tidigare ansetts vara gymnastikdräkt. 